# Notopterophorus auritus
Notopterophorus auritus är en kräftdjursart som först beskrevs av Tord Tamerlan Teodor Thorell 1859.  Notopterophorus auritus ingår i släktet Notopterophorus, och familjen Notodelphyidae. Arten är reproducerande i Sverige.